# お年玉付郵便葉書等に関する法律
お年玉付郵便葉書等に関する法律（おとしだまつきゆうびんはがきとうにかんするほうりつ、昭和24年法律第224号）は、お年玉付郵便はがきや夏のおたより郵便葉書（旧・暑中見舞はがき）に関する日本の法律である。
1949年（昭和24年）11月14日に公布された。

## 概要
「年始その他特別の時季の通信に併せて、くじ引によりお年玉等として金品を贈るくじ引番号付きの郵便葉書又は郵便切手」を「お年玉付郵便葉書等」（第1条）と定義し、日本郵便株式会社はお年玉付郵便葉書等を発行できる（第1条）とする。また、贈る金品の単価や総価額の上限（第1条第2項）、発行前に公表しなければならない事項（第2条）、金品の交付方法（第3条）、金品を受ける権利の時効期間（第4条）について定める。
「お年玉付郵便葉書等」という概念を包摂する「寄附金付郵便葉書等」という概念が設定されている（第5条）。寄附金についての扱いや経理についての規定はが第6条から第10条にあり（その他、政令への委任規定が第12条にあり）、一定の事項については総務大臣の認可が必要とされている（第7条第5項、罰則規定について第13条）。

## 沿革
- 1949年（昭和24年）11月14日 - 「お年玉つき郵便葉書等の発売に関する法律」として公布[1]
- 1958年（昭和33年）7月11日 - 第一次改正。「お年玉つき郵便葉書及び寄附金つき郵便葉書等の発売並びに寄附金の処理に関する法律」に改題[2]
- 1968年（昭和43年）5月28日 - 第二次改正[3]
- 1985年（昭和60年）5月1日 - 第三次改正。「お年玉等付郵便葉書及び寄附金付郵便葉書等の発売並びに寄附金の処理に関する法律」に改題[4]
- 1987年（昭和62年）6月2日 - 「お年玉付郵便葉書等に関する法律」に改題[5]
- 1989年（平成元年）11月2日 - 第四次改正[6]
- 1992年（平成4年）5月20日 - 第五次改正[7]
- 2001年（平成13年）1月6日 - 郵政省から郵政事業庁への移行に伴う改正[8]
- 2003年（平成15年）4月1日 - 郵政事業庁から日本郵政公社への移行に伴う改正[9]
- 2007年（平成19年）10月1日 - 日本郵政公社から郵便事業株式会社への移行に伴う改正[10]
- 2012年（平成24年）10月1日 - 郵便事業株式会社から日本郵便株式会社への移行に伴う改正[11]